# Friends with Benefits
Friend with Benefits is een Amerikaanse film uit 2011 geregisseerd door Will Gluck.

## Verhaal
Nadat ze ieder een rampzalige relatie hebben beëindigd, besluiten een vrouwelijke headhunter en haar nieuwste klant om seksmaatjes te worden. Ze beloven elkaar om ermee te stoppen wanneer een van beiden emotioneel gebonden raakt. In het begin gaat het goed, maar al snel worden de twee vrienden verliefd en moeten ze erachter zien te komen wat ze voor elkaar betekenen.

## Acteurs
- Justin Timberlake als Dylan
- Mila Kunis als Jamie
- Woody Harrelson als Tommy
- Patricia Clarkson als Lorna
- Richard Jenkins als Mr. Harper
- Emma Stone als Kayla
- Jenna Elfman als Annie
- Bryan Greenberg als Parker
- Masi Oka als Darin Arturo Morena
- Andy Samberg als Quincy
- Nolan Gould als Sammy
- Shaun White als zichzelf